# 八幡町 (名古屋市)
八幡町（やわたちょう）は、愛知県名古屋市中川区の地名。

## 歴史

### 沿革
- 1942年（昭和17年）1月15日 - 中川区西古渡町の一部により、同区八幡町が成立[3]。
- 1960年（昭和35年）3月5日 - 中川区八熊町・西古渡町の各一部を編入[3]。
- 1981年（昭和56年）9月6日 - 中川区尾頭橋三丁目・尾頭橋四丁目にそれぞれ編入され消滅[3]。